# Bury István

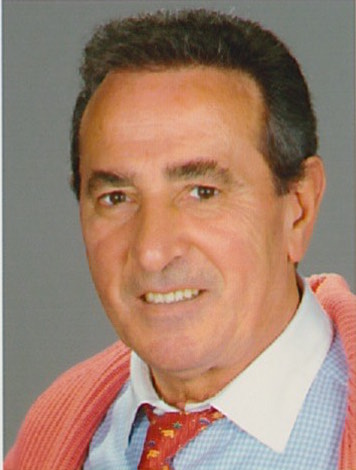
Bury István

Bury István (Medgyesegyháza, 1937. január 11. –) magyar származású német rendező.

## Életpályája
1954-ben érettségizett Budapesten, 1956-ban pedig a Budapesti Filmiskolában kezdte meg tanulmányait. Az 1956-os forradalom után, amelyben aktívan részt vett, és annak brutális elnyomásában a szovjet katonai beavatkozással, ugyanebben az évben Magyarországról az NSZK-ba menekült. 1958-tól a Heidelbergi Egyetemen (német nyelv és irodalom), a Hamburgi Egyetemen (színházi tanulmányok, német nyelv és irodalom, valamint újságírás), 1960-tól a berlini szabadegyetemen tanult. 1965-ben német állampolgárságot kapott.

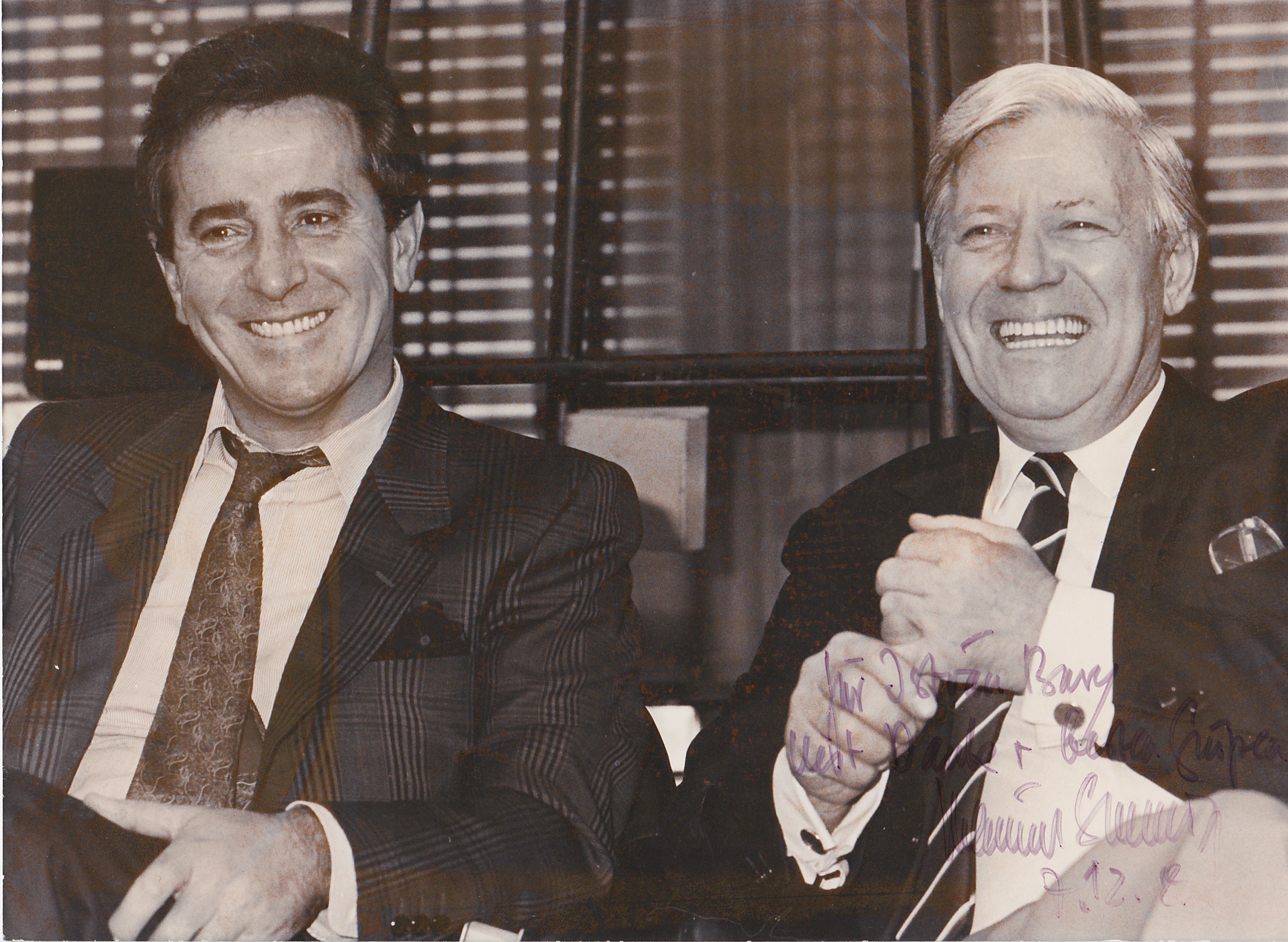
Bury István és Helmut Schmidt

### Munkássága
Első szakmai tapasztalatát rendezőasszisztensként szerezte Gustaf Gründgens Faust I című filmadaptációjában, a hamburgi Deutsches Schauspielhausban, a berlini Schiller Színházban Hans Lietzau-val és a Sender Freies Berlin-nél (SFB) Peter Beauvais-val. Első nagyobb dokumentumfilmje között szerepelt az Immer Ärger mit den Handwerkern, Orchestersterben és – Helmut Weiland-dal együtt – a Jesuiten, die heimliche Elite. 1964-től az Norddeutscher Rundfunk (NDR)-nél dolgozott rendezőként és szerzőként. 1968-ban az együttműködés a szerzővel – Helmut Weilanddal – elsősorban a Bréma Rádió számára készült dokumentumfilmekkel kezdődött. Munkája során több mint 700 riportot, filmdokumentumokat és televíziós játékokat készített a német televízió számára.
Több száz hosszabb dokumentumfilmet készített, amelyek közül a legismertebbek:
- Die Schönen und die Reichen
- Die Wucht am Rhein – Beobachtungen hinter den Kulissen des Rheinischen Karnevals
- Deutsche Fürstenhäuser
- Ein Mann sieht seine Stadt – Helmut Schmidt und Hamburg
- Das niederländische Königshaus
- 98 Nobelpreisträger (Frank Elstner-rel, ZDF)

2002-ben Rolf Seelmann-Eggeberttel forgatta a Majesty című 5 részes tévés produkciót - a királynő jubileumára. 1986-ban Aranykamera díjat kapott. 1992-ben pedig Bambi-díjat kapott. Kitüntették a Német Szövetségi Köztársaság Érdemrendjével.

## Filmjei

### Rendezőként
- Der Fall von nebenan (1970)
- Lokalseite unten links (1974)

### Színészként
- Meine Frau Susanne (1964)
- Die Fremde (1972)

## Fordítás
- Ez a szócikk részben vagy egészben  az   István Bury című német Wikipédia-szócikk ezen változatának fordításán alapul.  Az eredeti cikk szerkesztőit annak laptörténete sorolja fel. Ez a jelzés csupán a megfogalmazás eredetét és a szerzői jogokat jelzi, nem szolgál a cikkben szereplő információk forrásmegjelöléseként.